# John Rusling Block

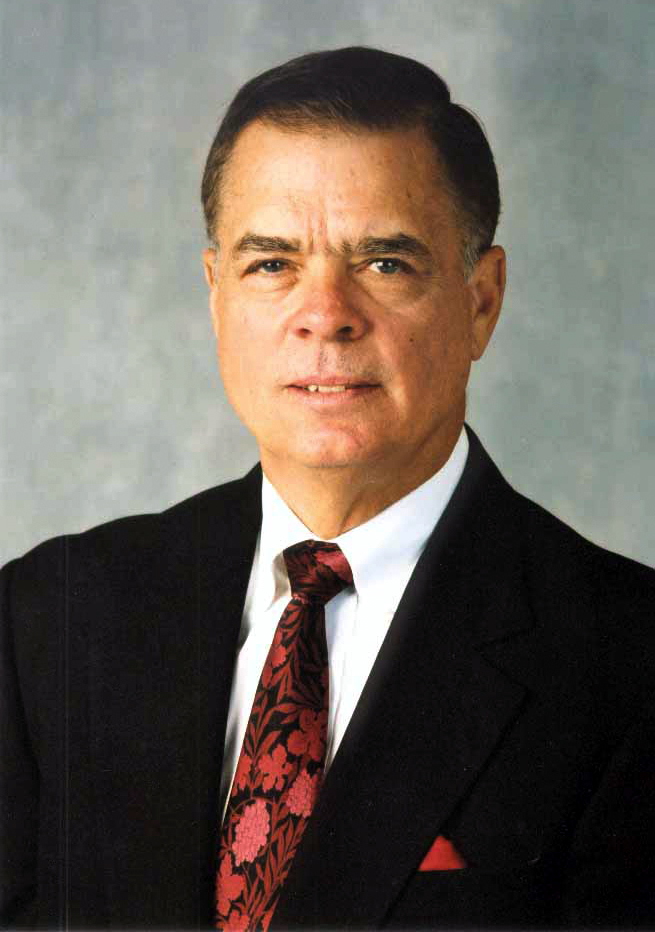
John Block

John Rusling Block, född 15 februari 1935 i Galesburg, Illinois, USA, är en amerikansk republikansk politiker.
Hans bakgrund är lantlig och barndomshemmet saknade elektricitet. Han utexaminerades 1957 från United States Military Academy.
Han tjänstgjorde 1981-1986 som USA:s jordbruksminister under president Ronald Reagan. Han fick en chefsposition vid John Deere efter tiden som jordbruksminister. Block tilldelades 1992 års Horatio Alger-pris.